# Stenhamra stenhuggeri

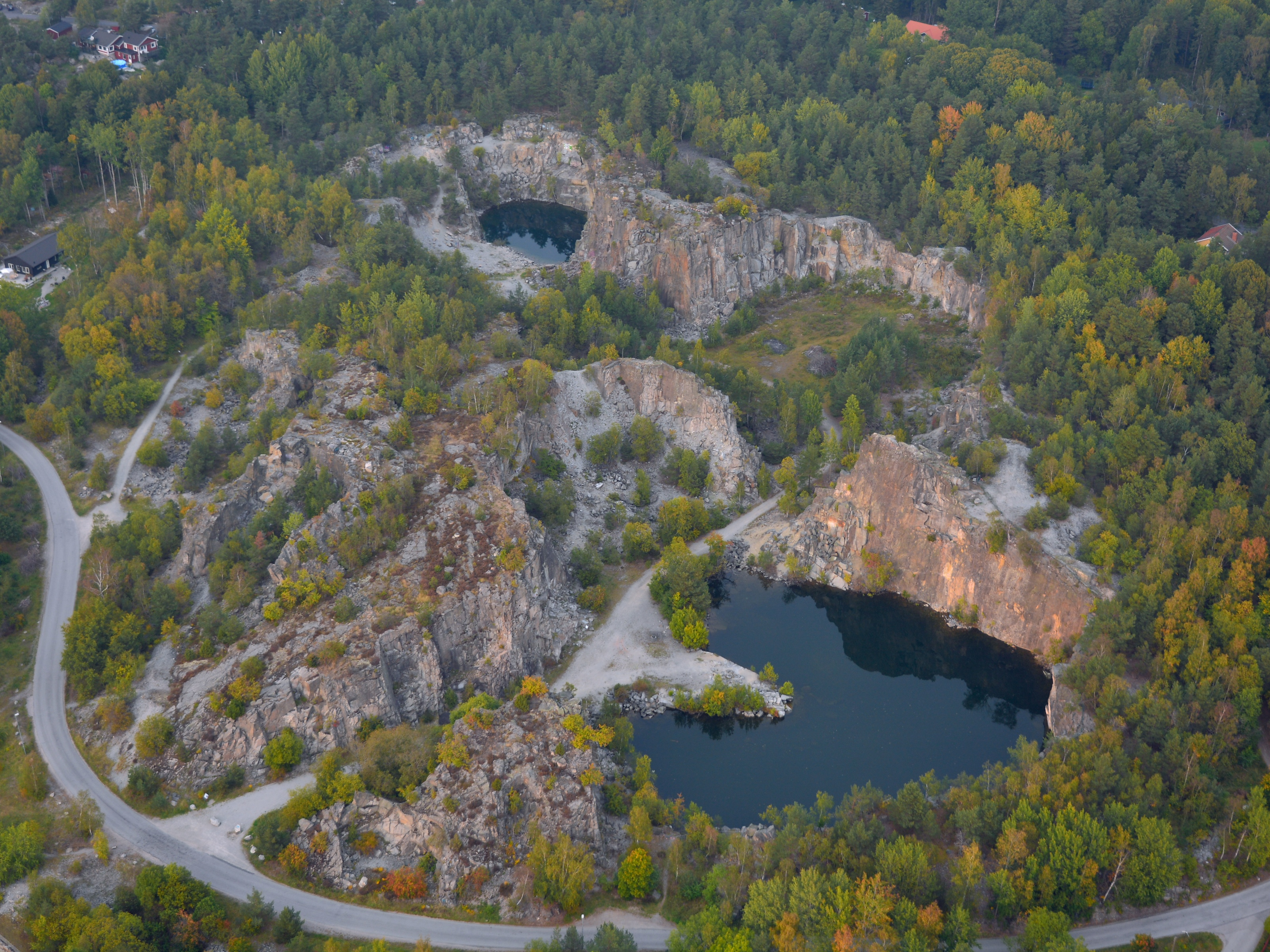
Flygbild över stenbrottet i september 2014.

Stenhamra stenhuggeri var ett stenhuggeri och stenbrott på Färingsö grundat 1884 av Stockholms stad för att förse Stockholm med gatsten, främst av Stockholmsgranit. Samhället som växte upp kring stenhuggeriet utgör tillsammans med den äldre jordbruksbyn Stockby grunden till tätorten Stenhamra i Ekerö kommun. Verksamheten nedlades 1937 men stora delar av bebyggelsen från stenbrottsepoken är bevarad och utgör tillsammans med stenbrottet ett riksintresse för kulturmiljövården.

## Historia

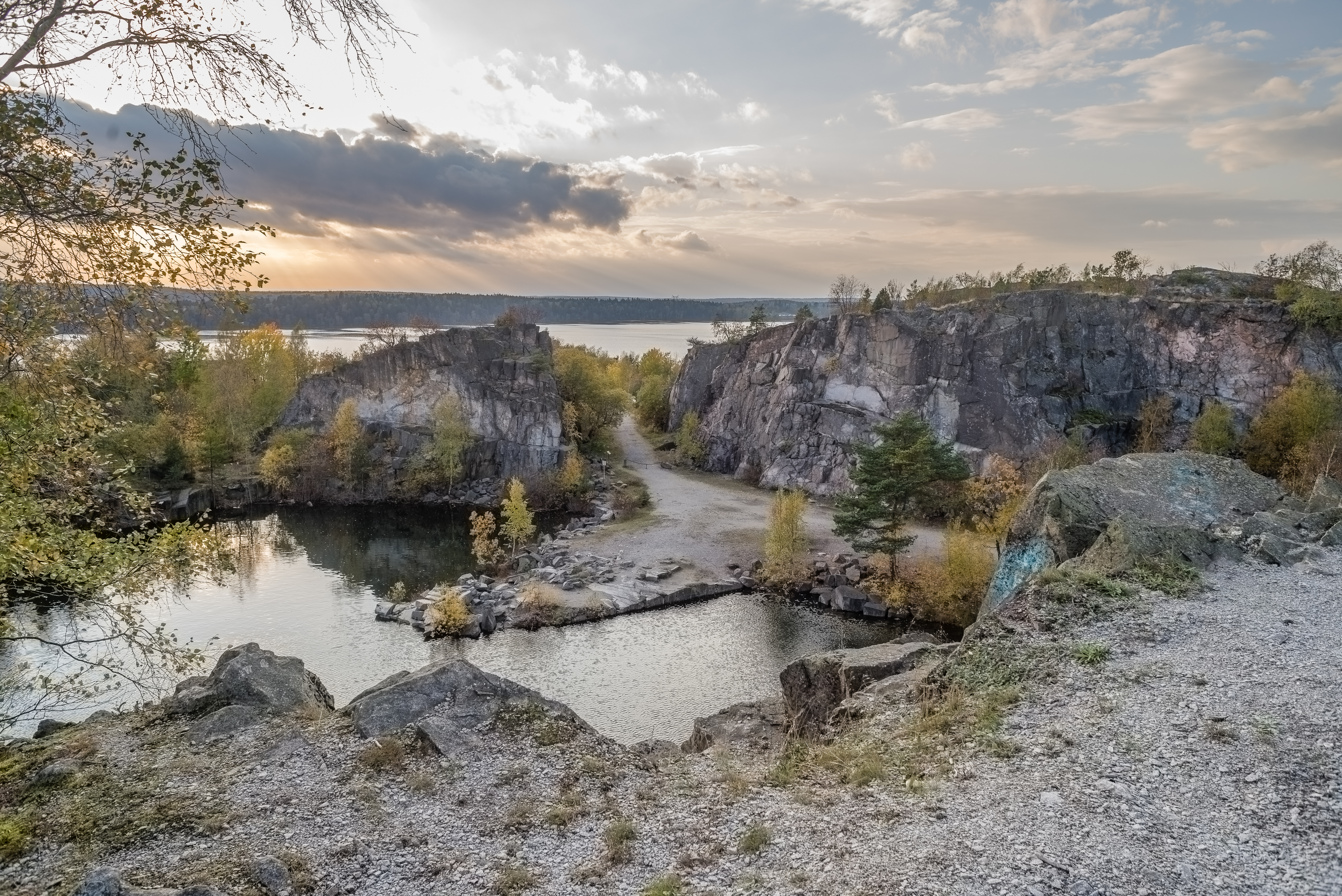
Stenbrottet i oktober 2014.

Stenbrottsområdet består av ett granitberg och en sluttning ner mot Långtarmen, en del av Mälaren, som skiljer Färingsö från Ekerön. På berget som kallats Bålberget och Vårdberget fanns en fornborg från järnåldern. Lämningarna efter borgen har till största del försvunnit till följd av stenbrottet. Huvudbrottet vid Stenhamra är 280 x 80 meter stort och 20 till 30 meter djupt och torde vara det största i sitt slag i Stockholms län.  Stenbrottets södra del är idag djupast och vattenfyllt. Bergarten är en medelkornig, grå eller gråblå till rödlätt Stockholmsgranit.
Stenbrottet etablerades 1884 av Stockholms stad för att i egen regi kunna producera huggen sten till gator, torg och kajer. Stenbrottet anlades på obebyggd mark, vilket ledde till att staden snabbt uppförde byggnader och anläggningar för att verksamheten skulle fungera som ett eget samhälle. Bland byggnaderna som uppfördes fanns personalbostäder, en chefs- och kontorsbyggnad, stall, magasin, skola och en kooperativ butik. Vid vattnet uppfördes en ångbåtsbrygga för transporter till och från Stockholm.
Mellan stenbrottet och vattnet anlades en järnväg för transport av sten. Utmed järnvägen arbetade stenhuggarna i var sin stenhuggarkoja med att forma stenarna till önskade storlekar. Järnvägen löpte ovanpå den skärvstenstipp som hade bildats längs med transportsträckan från stenbrottet till vattnet. Skärvstenshögen bildar idag en ås som utgör den nordöstra fonden för stenhuggarbyn. Successivt började bebyggelse växa utanför det område som Stockholms stad köpt in när stenarbetarna började köpa tomter av bönder för att uppföra egnahem. I början på 1900-talet uppgick antalet arbetare till 130 personer.
Verksamheten avvecklades 1937 till följd av bristande efterfrågan. Sammanlagt beräknas omkring 1 miljon ton granit ha brutits. Stockholms stad behöll marken och erbjöd stenhuggarna att bo kvar i stenhuggarbyn, vilket många valde att göra. Successivt förvandlades många av bostäderna till fritidsbostäder, som uppläts med hyresrätt av Stockholms stad.
Stenhamra och den äldre jordbruksbyn Stockby existerade parallellt under stenbrottstiden men har idag växt ihop helt och tyngdpunkten har flyttats närmare det gamla Stockby och stenbrottet ligger idag i utkanten av tätorten Stenhamra.

### Historiska bilder

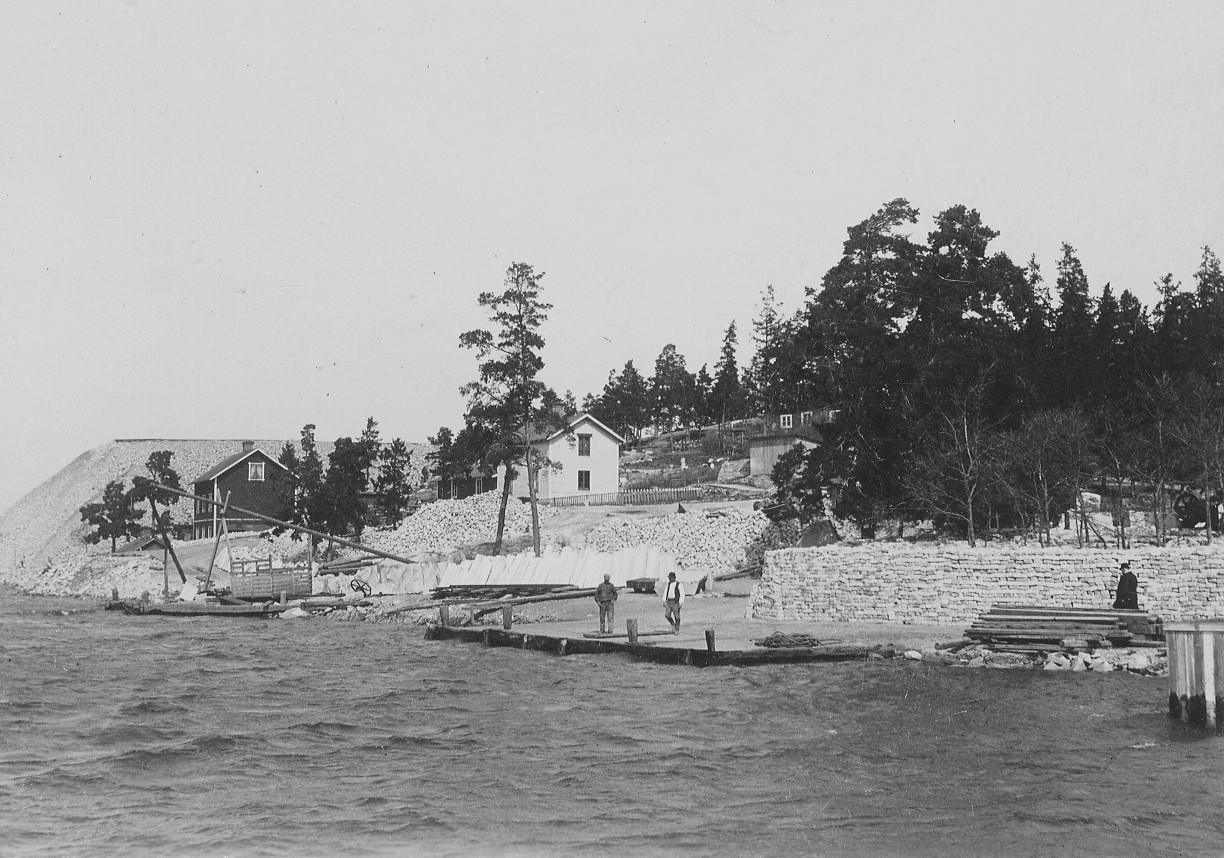
Upplagsplatsen vid Mälaren, 1897.
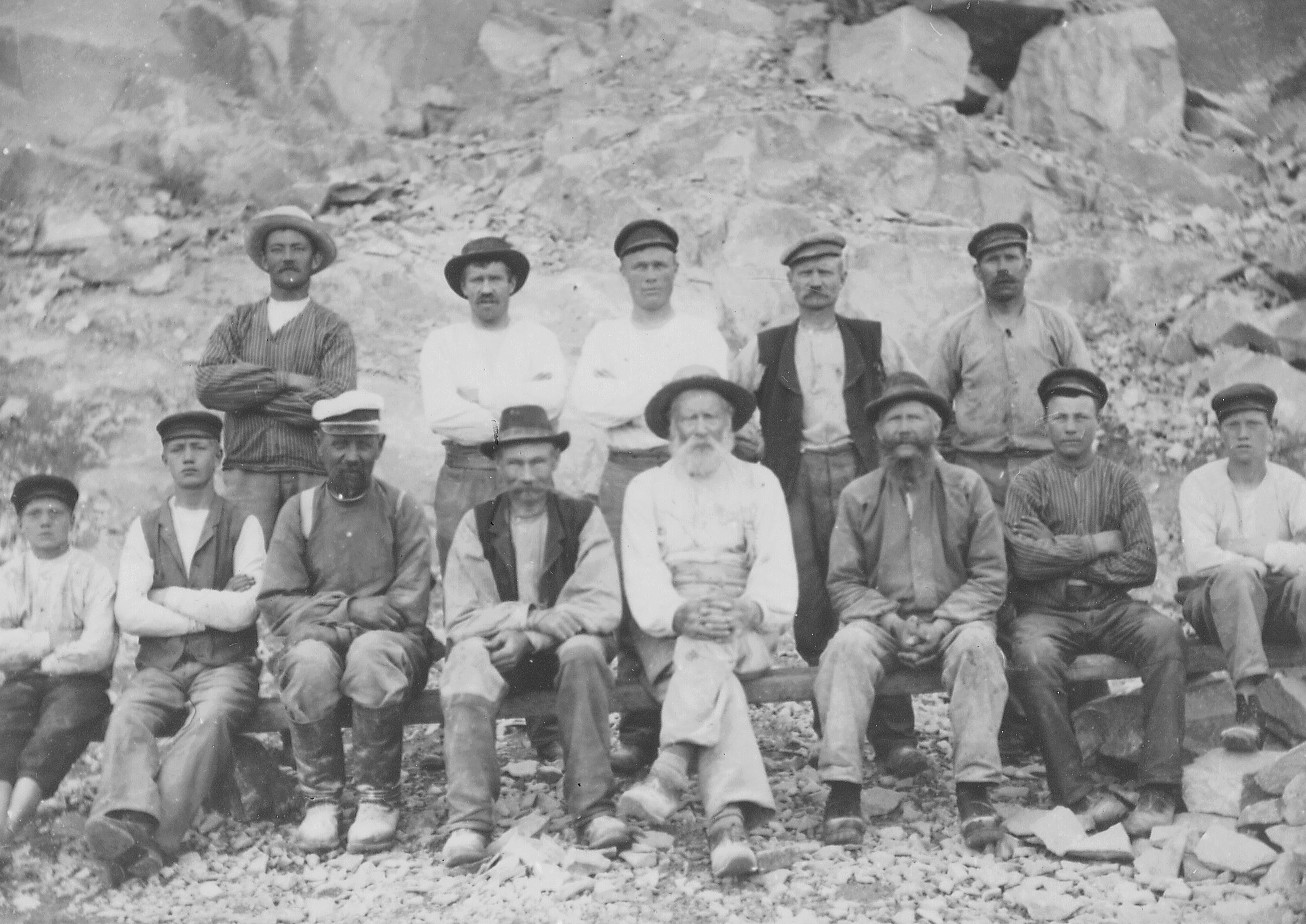
Arbetslag i brottet, 1903.
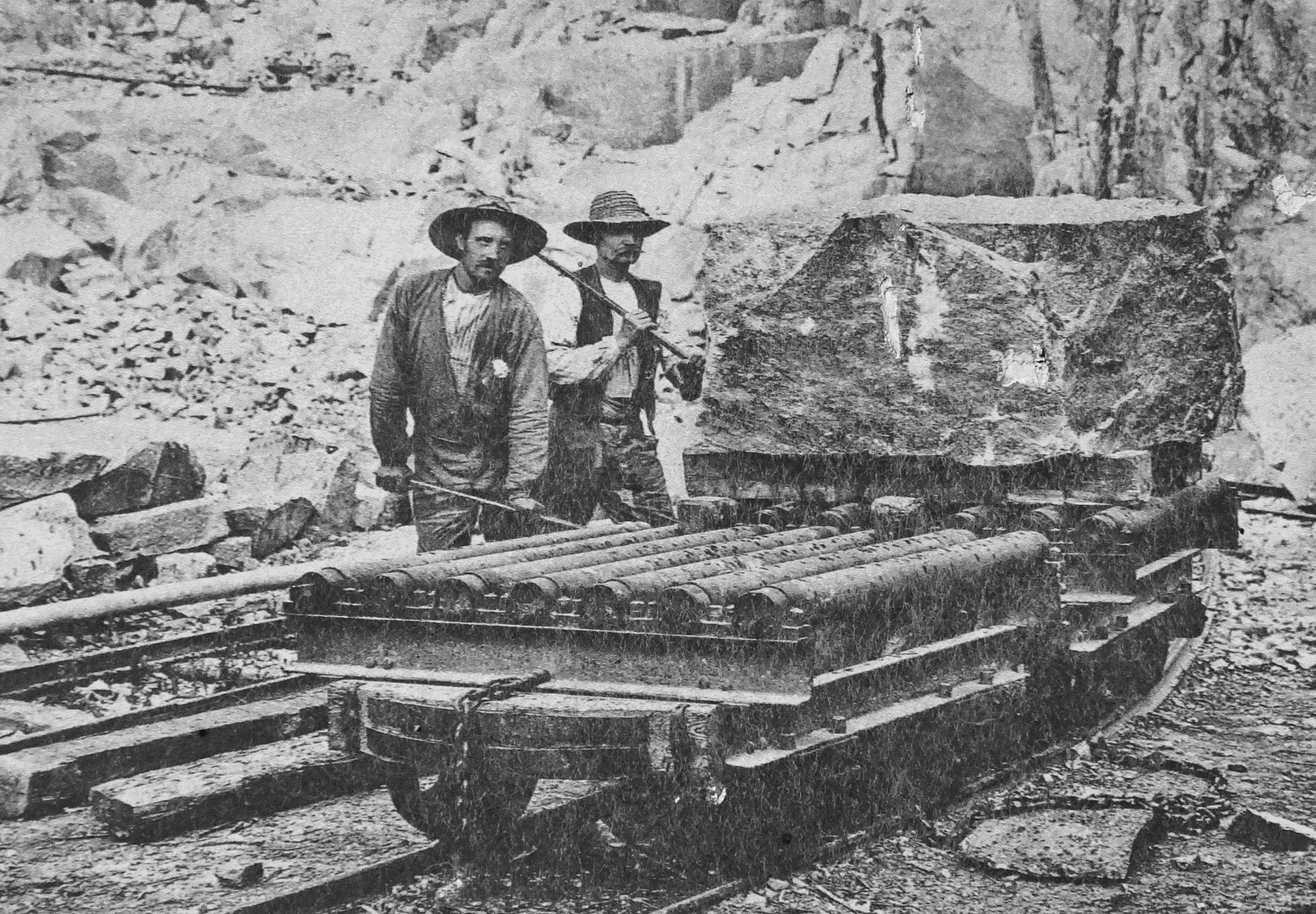
Transport av ett stenblock, 1912.
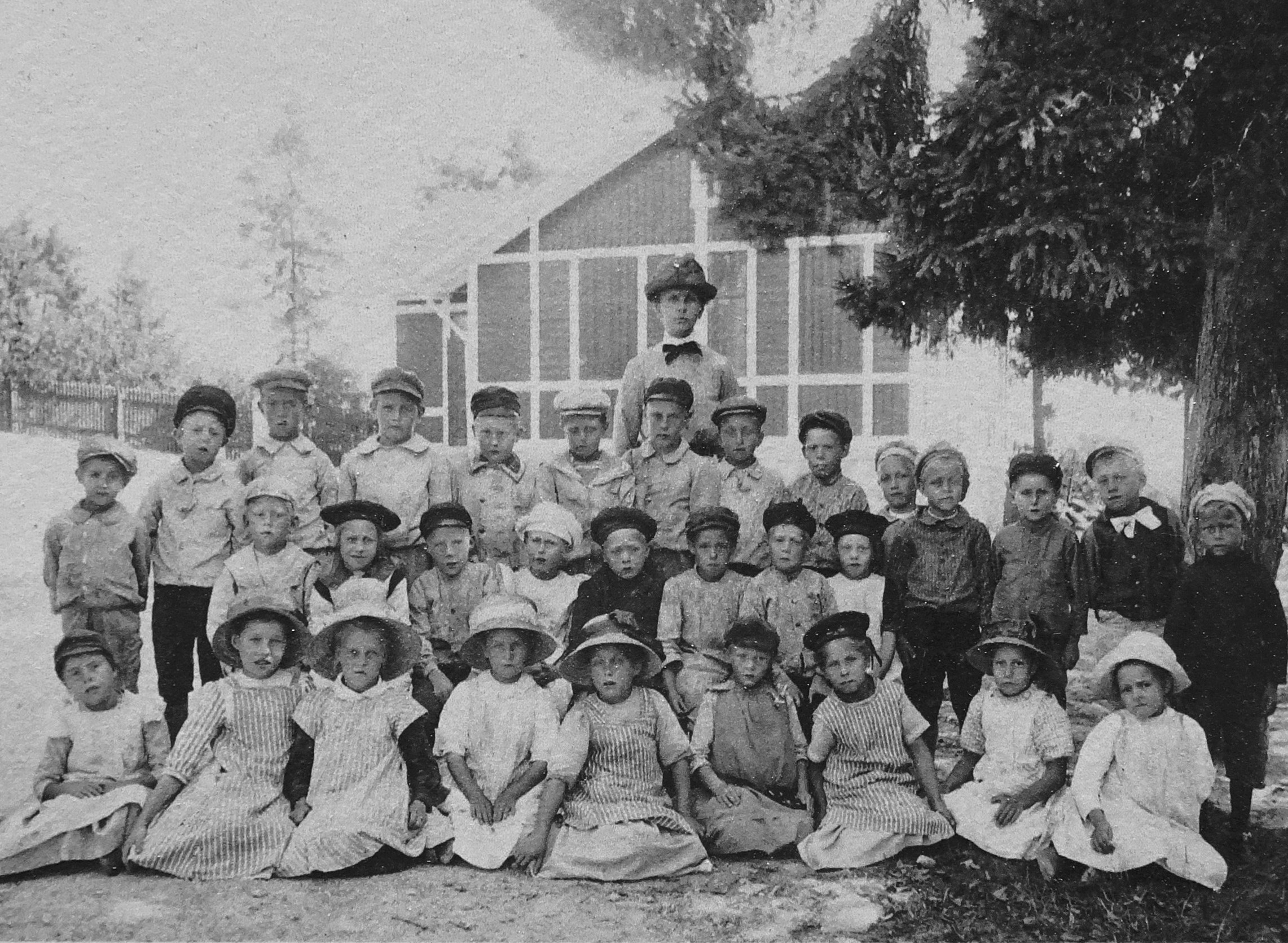
Skolklass framför skolan i Stenhuggarbyn.
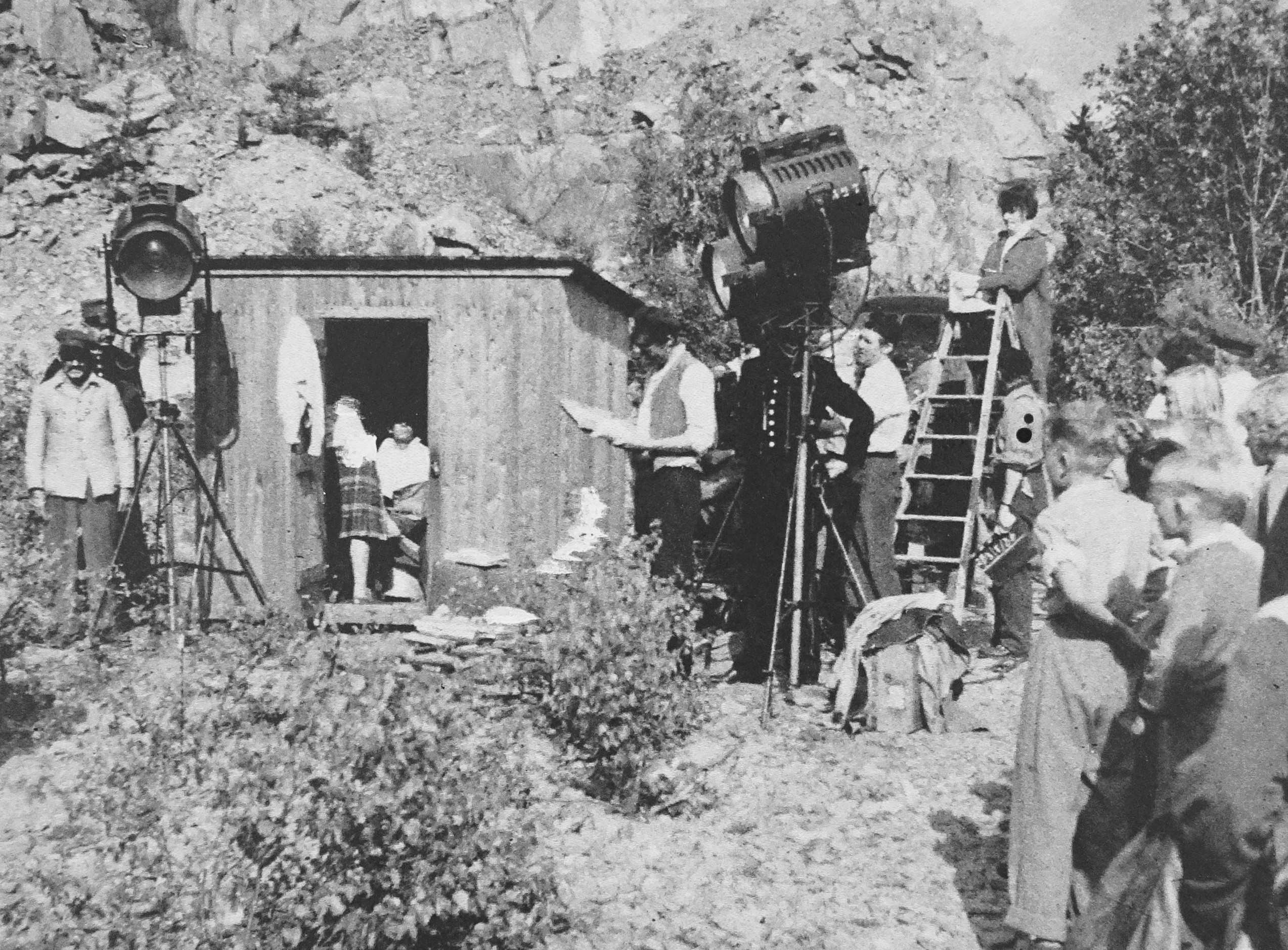
Filminspelning i brottet för Vägen till Klockrike.

## Stenbrottsområdet idag
Efter nedläggningen av stenbrottet har skärvstenstippen minskat i storlek då skärvsten har hämtats för att krossas till makadam och säljas. De flesta industribyggnader och konstruktioner relaterade till stenbrytningen är försvunna, men fundament och andra spår finns kvar i landskapet. Stenbrottet finns också kvar, men de två dagbrotten är vattenfyllda. Bebyggelsen i Stenhuggarebyn (se nedan) i sluttningen nedanför stenbrottet är välbevarad, och utgör en värdefull kulturmiljö med såväl bevarade bostadshus som servicebyggnader och magasin.
Stenbrottet och Stenhuggarebyn kvarstod i Stockholms stads ägo fram till 2009 då området togs över av en bostadsrättsförening. Den dramatiska miljön i stenbrottet och den välbevarade bebyggelsen har använts för flera filminspelningar. Bland annat Vägen till Klockrike från 1953 och senare filmatiseringar av Bröderna Lejonhjärta och Pippi Långstrump.

### Stenhuggarebyn

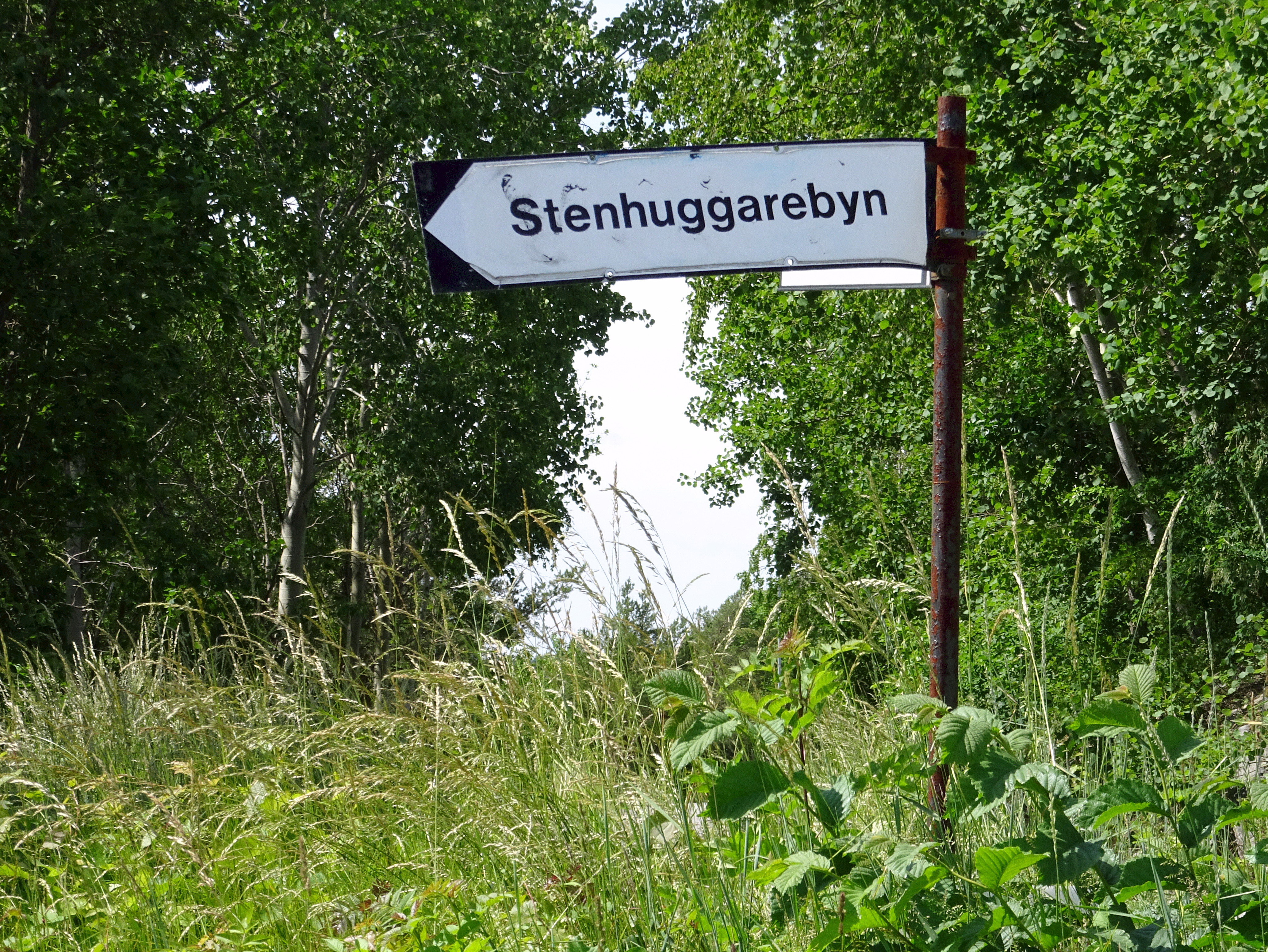
Vägvisare vid Vallviksvägen.

Stenhuggarebyn omfattar 9 bostadshus med 50 hushåll och 13 ekonomibyggnader (bland annat stall, vedbodar och torrklosetter). De äldsta byggnaderna uppfördes ursprungligen som arbetarbostäder vid Huvudsta stenbrott i Solna. När stenbrottet i Huvudsta stängdes 1884 och ersattes med Stenhamra flyttades byggnaderna till Stenhamra.  Många hus är välbevarade och har kvar många detaljer från byggåren. På 1920-talet drogs el in i husen. Bland de bevarade byggnaderna finns bland annat:
- Övre flygelhuset som uppfördes som arbetarbostäder vid Huvudsta stenbrott på 1860-talet. Från början bestod huset av 24 enkelrum men efter flera ombyggnader fanns det 1940 i huset 12 stycken enrummare med kök. Huset bevarar uppdelningen i 12 små lägenheter och har flera detaljer kvar från byggåret, bland annat skåp, skafferier och kakelugnar. Det nedre flygelhuset kommer också från Huvudsta.
- Ungkarlshuset uppfördes före 1900 som bostadshus för i första hand ogifta män. Ursprungligen var huset uppdelat i 15 rum, med 2-4 boende i varje rum.
- Kontorsbyggnaden uppfördes sannolikt efter att stenbrottet öppnade 1884. Den fungerade både som kontor och som bostad för arbetschefen vid stenbrottet som bodde i Stenhamra enbart sommartid. Arkitekturen är typisk för det sena 1800-talet.
- Konsumhuset uppfördes 1884 som butik för arbetarna eftersom den närmaste lanthandeln låg för långt bort. Bakom butiken låg ”Stenarbetarnas konsumtionsförening vid Stenhamra”. Granne med butiken ligger ett magasin som sannolikt uppfördes omkring 1910.
- Skolan invigdes 1886 och hade plats för 50 barn. Eleverna kom både från stenhuggarnas familjer och från Stockby. Byggnaden uppfördes efter normalritningar gjorda av Överintendentsämbetet för ”Folkskolebyggnader å landet”. Skolans exteriör är välbevarad.

### Nutida bilder
Byggnader i Stenhuggarebyn i oktober 2014.

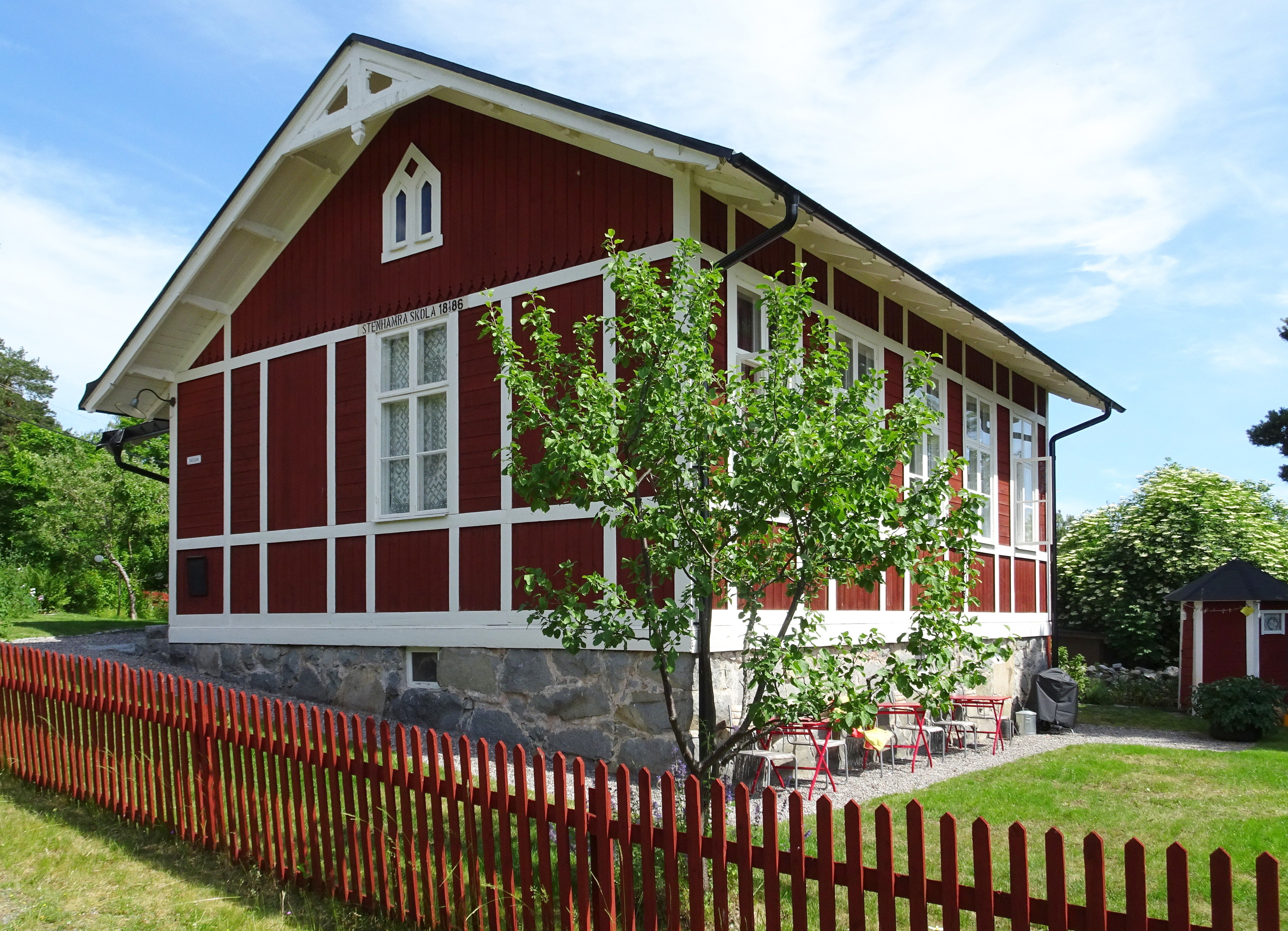
Skolhuset från 1886
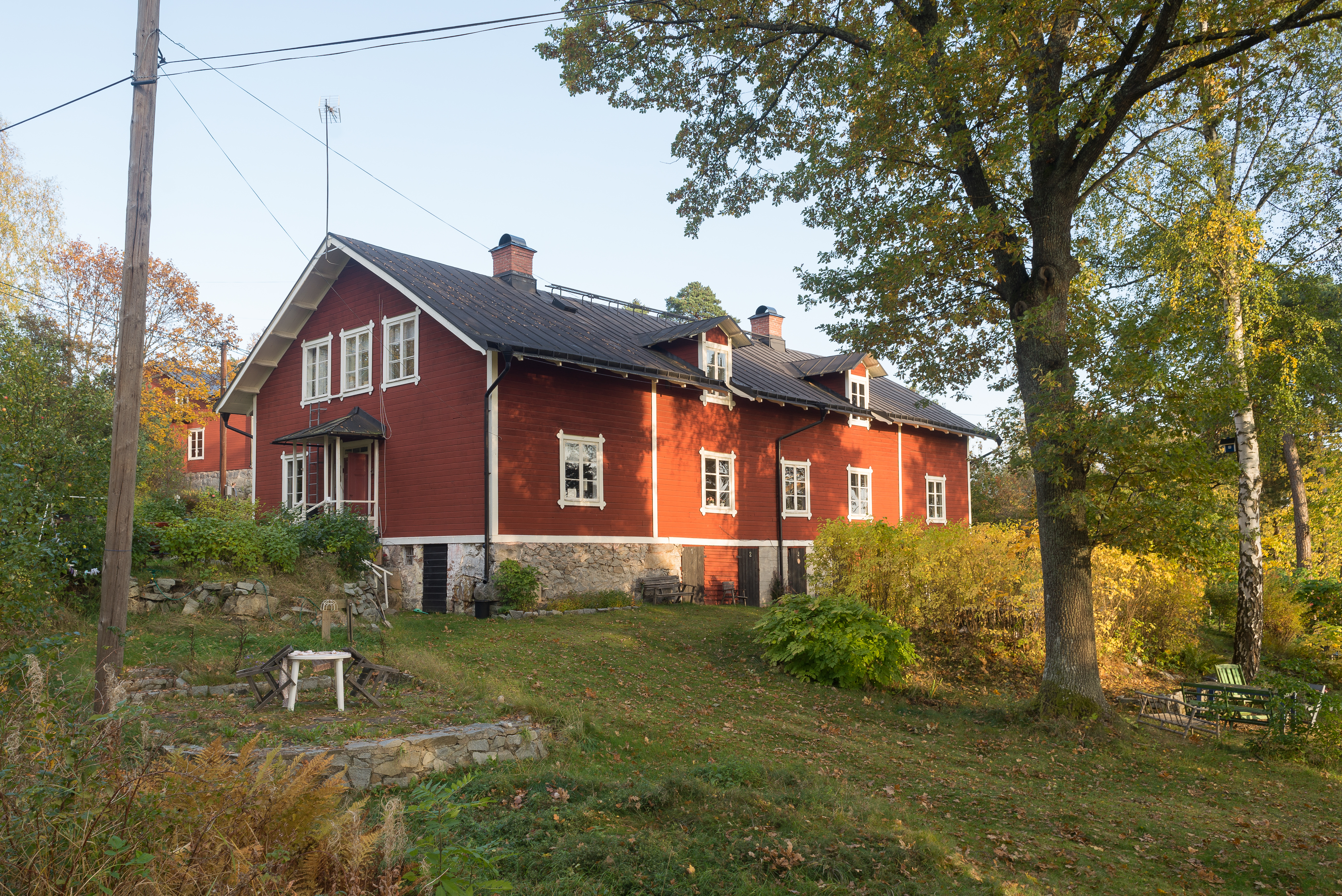
Ungkarlshuset med bostäder för ogifta arbetare, byggt före 1900.
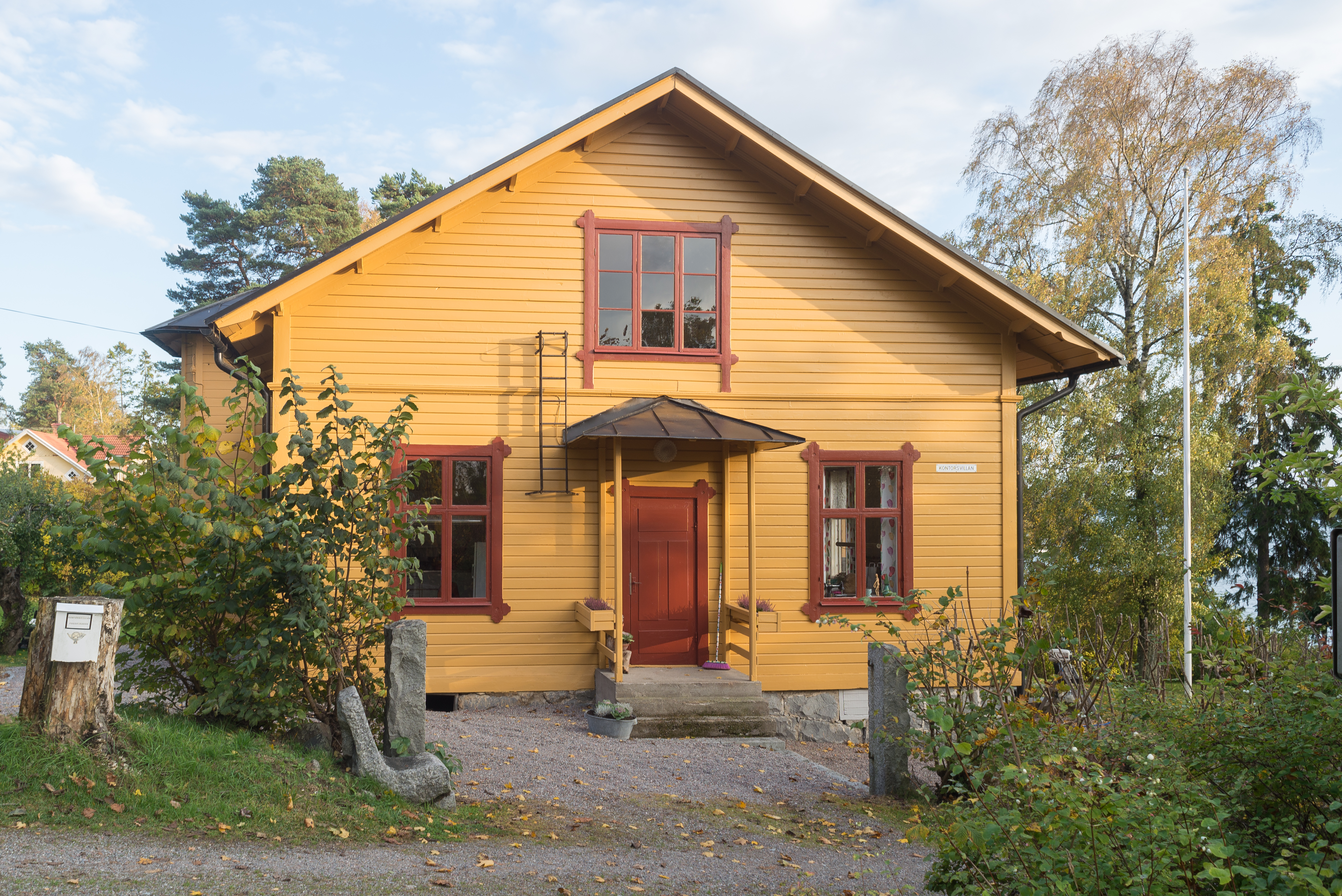
Kontorshus.
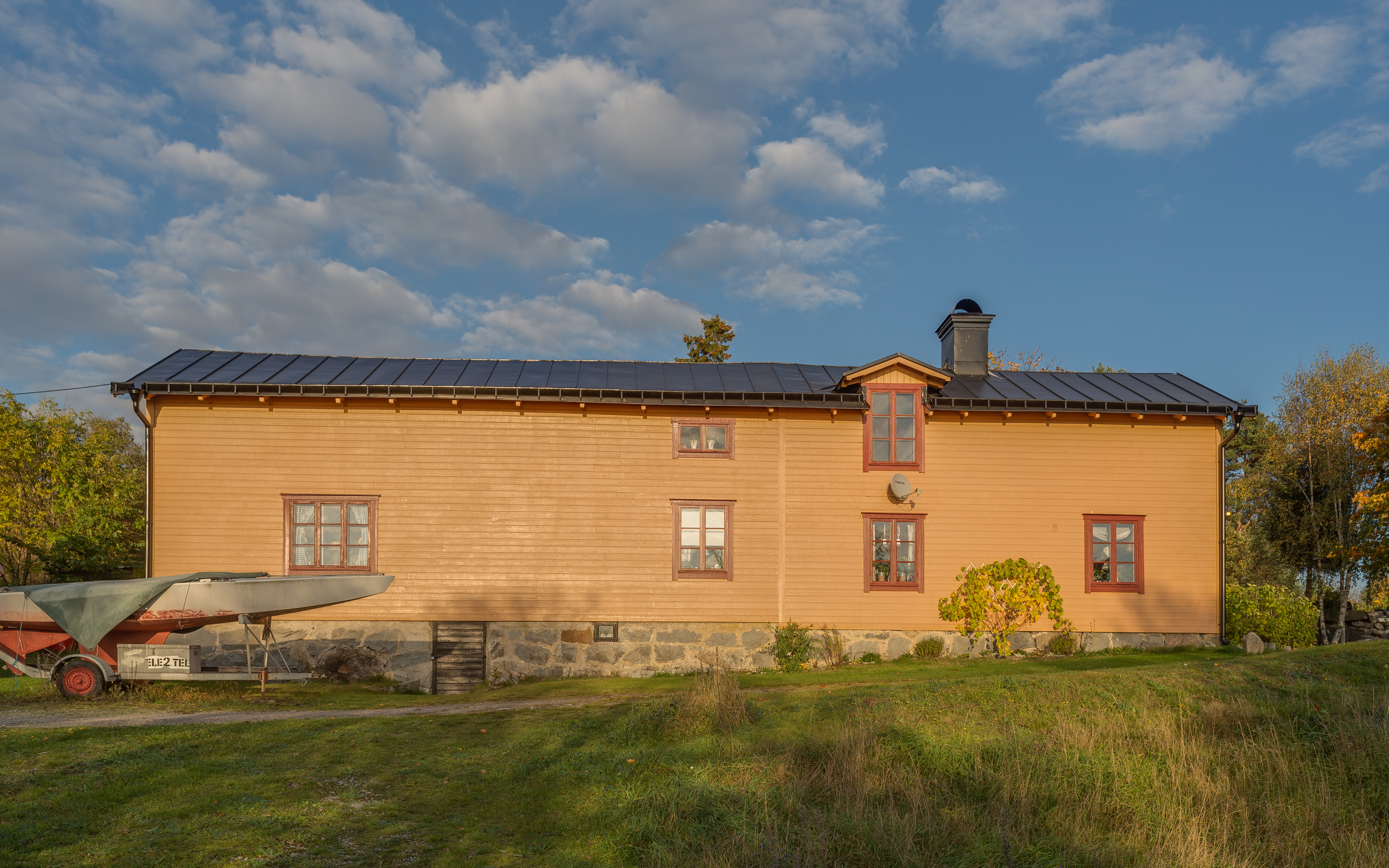
Den kooperativa butiken byggd 1884.
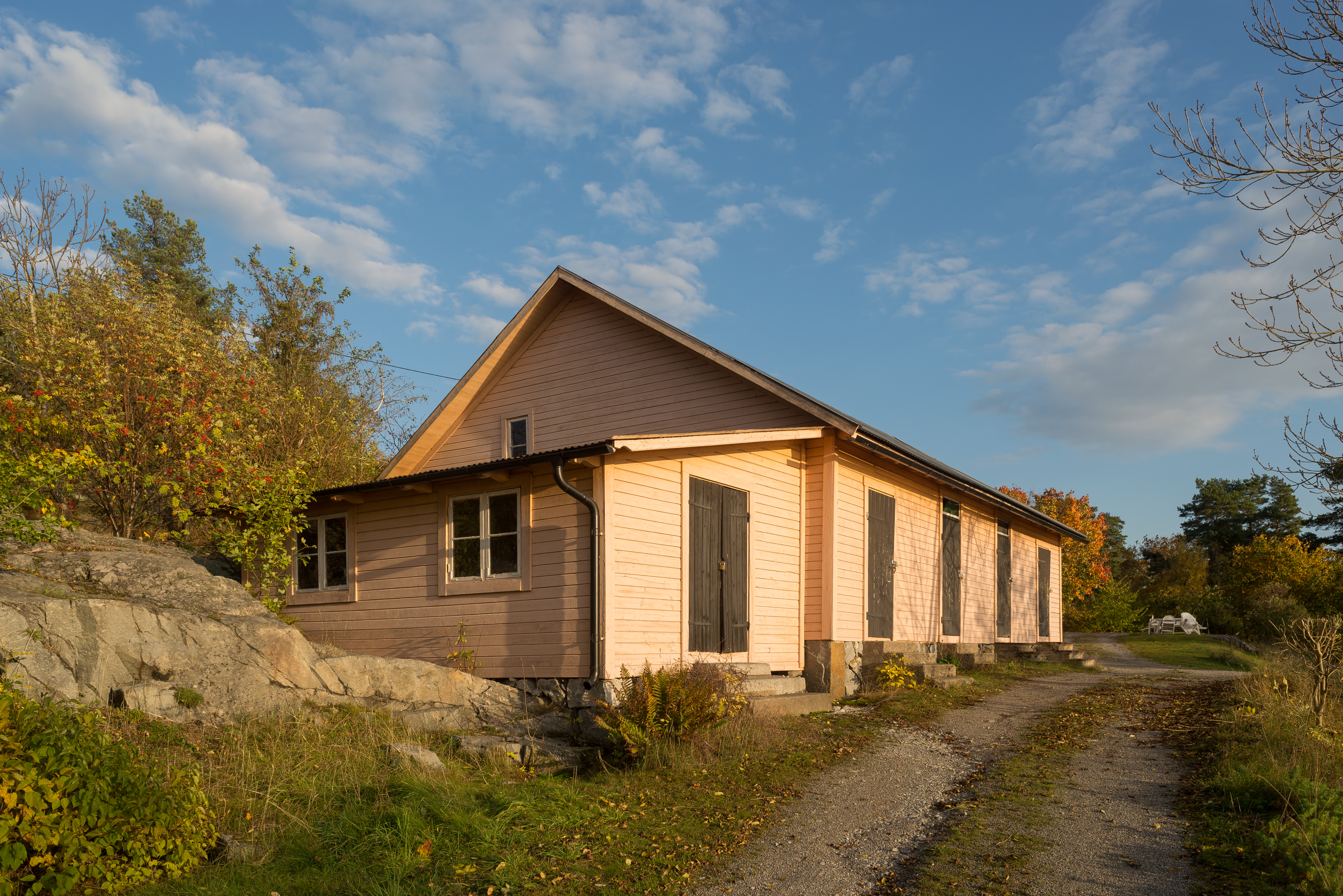
Förråd till den kooperativa butiken byggt kring 1910.

## Kulturhistoriskt värde
Stenhamra är ett riksintresse för kulturmiljövården och bedöms ha ett mycket stort kulturhistoriskt värde. Stenhamra är en av få sammanhållna och välbevarade miljöer, där man fortfarande kan utläsa och förstå hur produktionen gick till och hur livet levdes i ett avgränsat och för ändamålet specialanlagt samhälle.

## Bilder

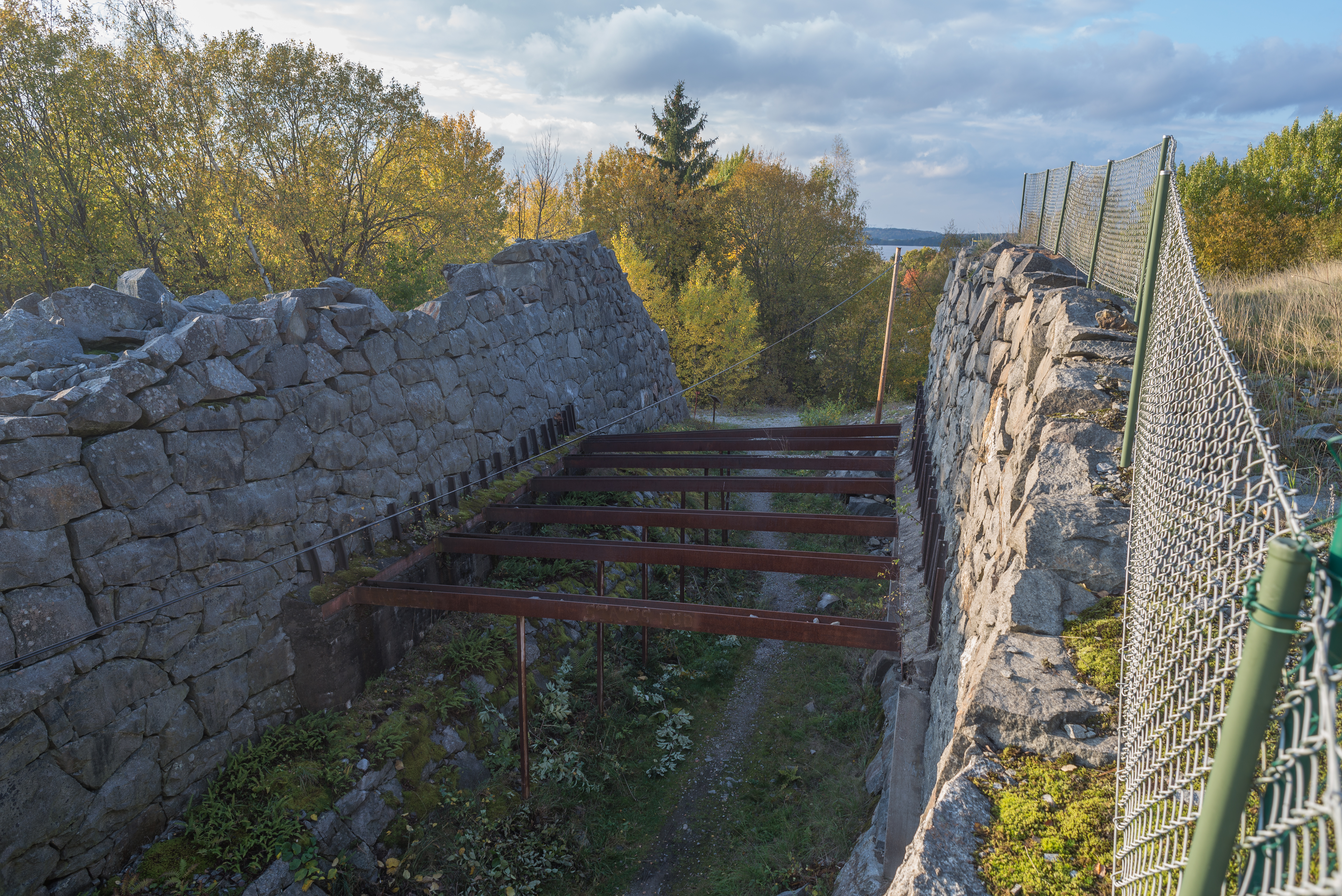
Öppning genom den bevarande skärvstensåsen.
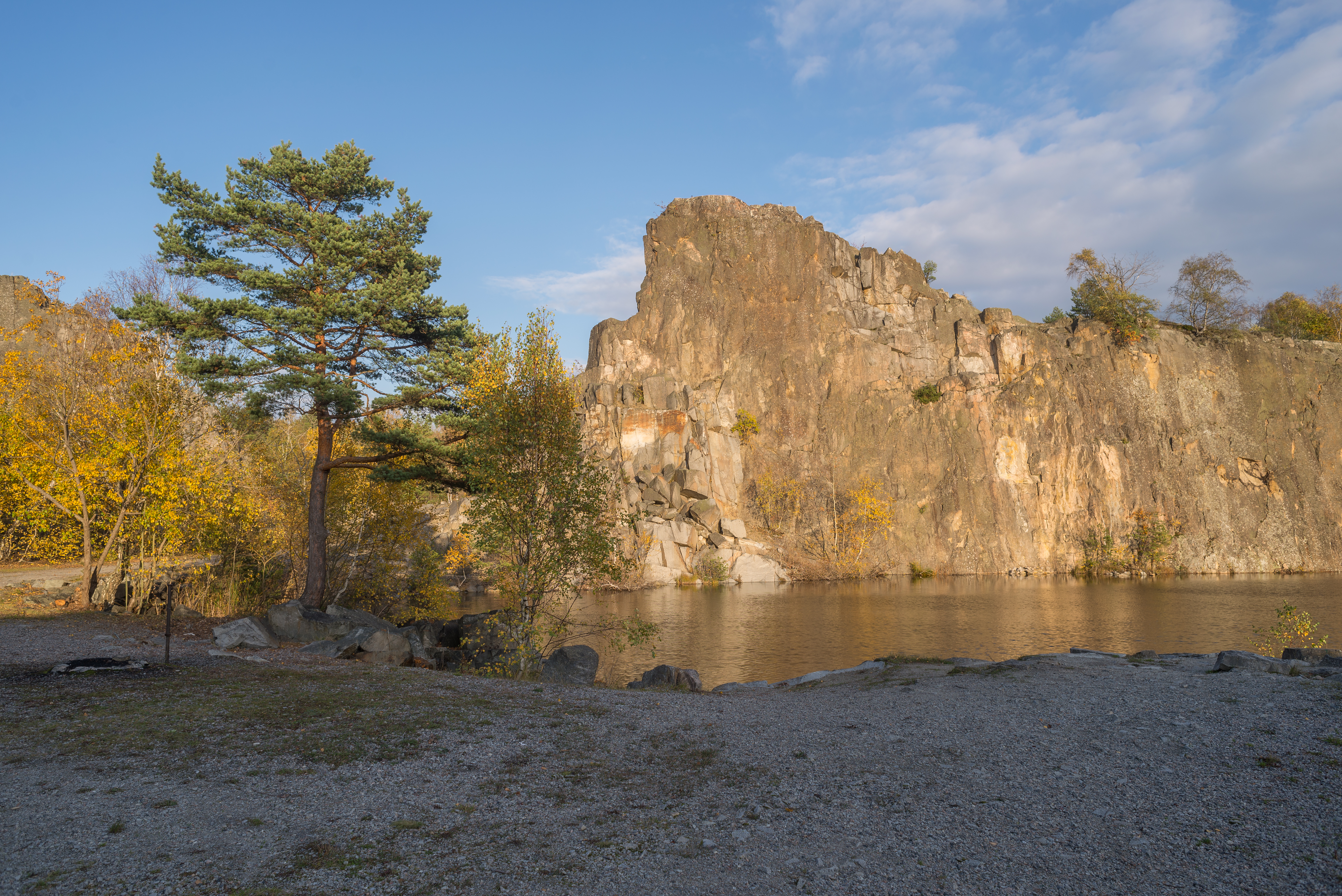
Det södra dagbrottet.
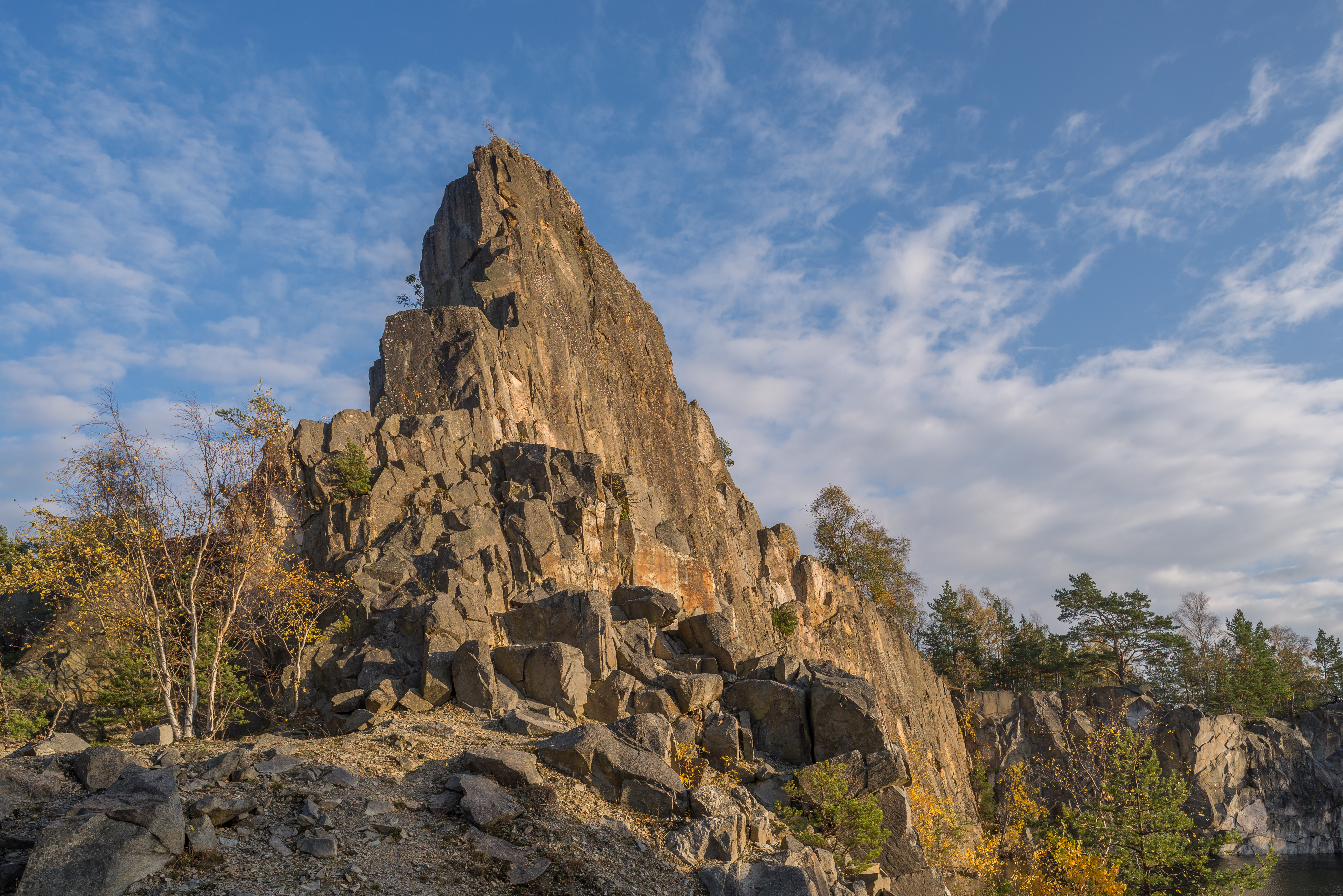
Stenbrottet.
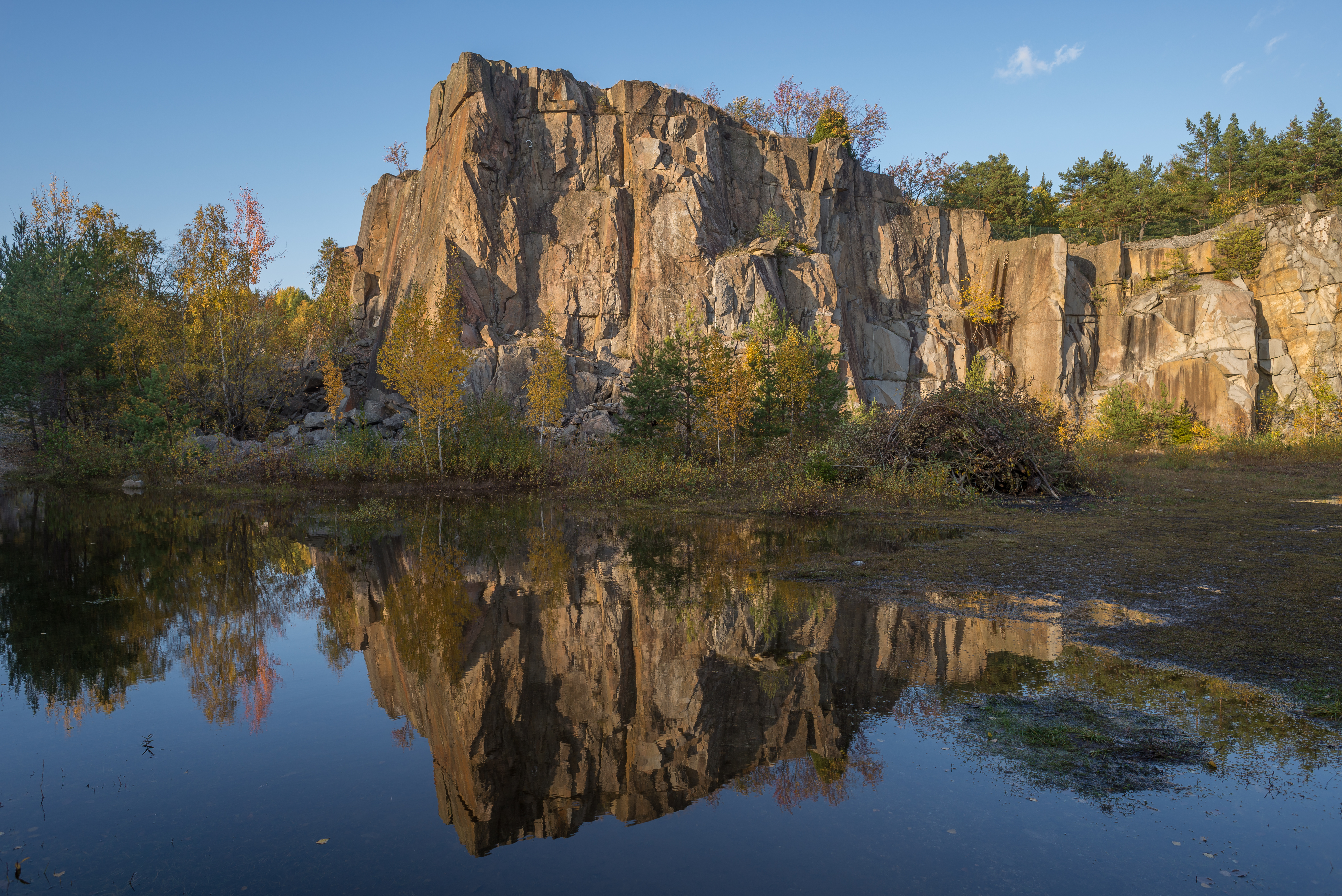
Det vattenfyllda dagbrottet.
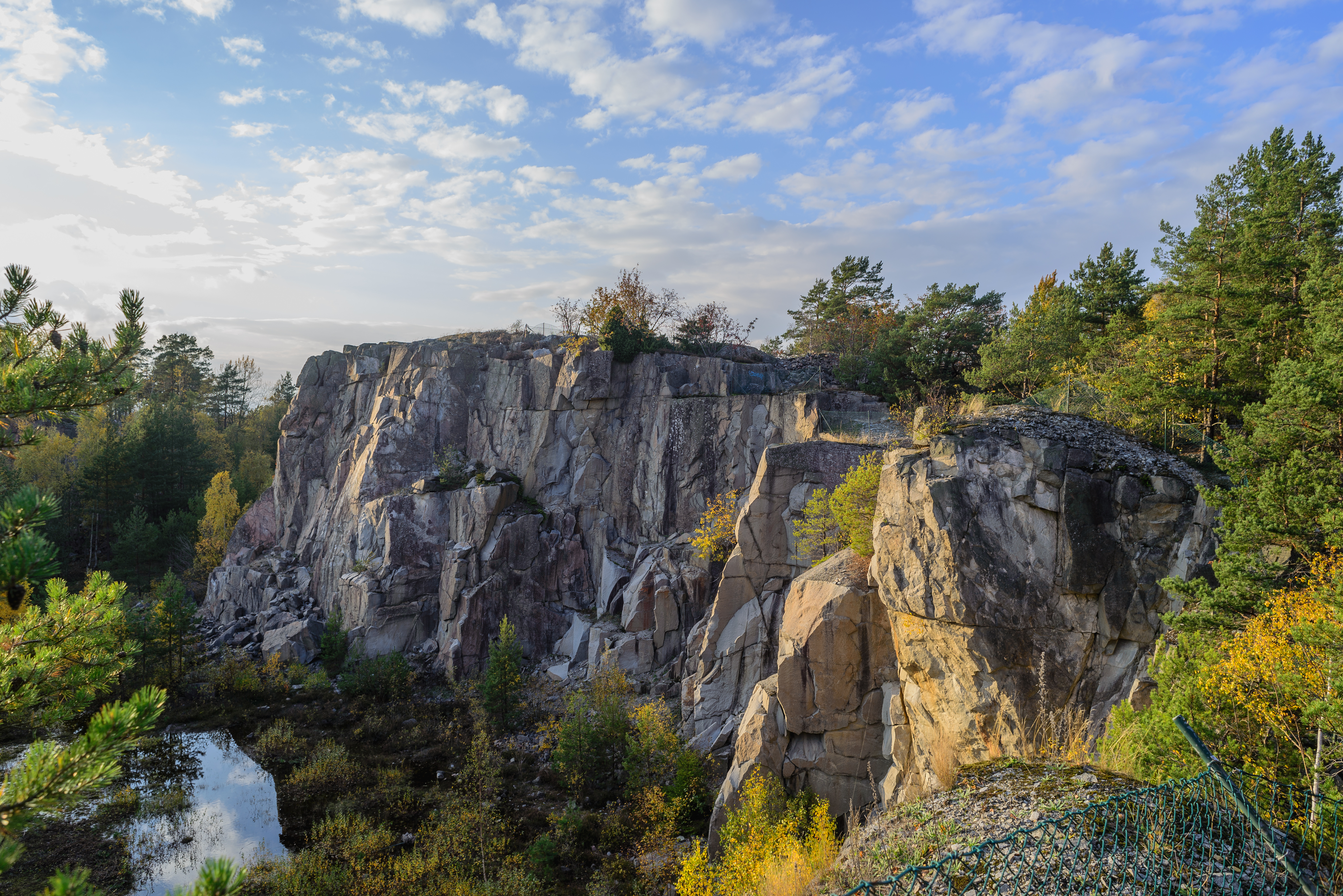
Det norra dagbrottet.